# Гнеушеве гирло
Гнеушеве гирло (або Гнєушев) — гирло у дельті Дунаю між островами Гнеушев і Полуденний:94, в Одеській області, Україна.

## Опис
Відгалужується вправо від Потапівського каналу на 4,4 км і тече на південний схід між островами Гнеушев і Полуденний. Довжина гирла становить 3,2 км, ширина — 40 — 50 м:94 (за іншими даними довжина — 4,0 км, ширина 50 — 70 м, середня глибина — 3,2 м:41). Перед впаданням у Чорне море гирло Гнеушеве розгалужується на два рукави. Вхід до нього з моря перегороджує коса. Береги гирла низькі. На лівому березі у середній частині гирла серед дерев розташоване рибальське селище.:94
Напрямок течії — південний, течія повільна, русло коротке, практично пряме, субстрат здебільшого — мул, береги значною мірою зарослі очеретом.:42 Канал не зазнає значного антропогенного впливу. Рослинність у каналі та навколо нього представлена такими видами: очерет звичайний, водяні горіхи звичайні, лепешняк великий, рдесник вузлуватий, рогіз вузьколистий, рогіз широколистий, їжача голівка пряма, різуха морська, сальвінія плавуча, завитка ряснокоренева, кушир занурений, ряска мала, азола каролінська, ряска триборозниста.
Гирло не судноплавне, доступне лише для плавання на рибальських човнах.:94
Назва походить від прізвища родини Гнеушових (Гнеушат), які садили городи в цій місцевості[неавторитетне джерело].